# Fußballer des Jahres (Israel)
Der Titel Fußballer des Jahres von Israel wird seit 1965 alljährlich von der israelischen Zeitung Maariv zum Ende des Spieljahres vergeben. In den Jahren 1966 und 1991 gab es jeweils zwei Titelträger. Rekordpreisträger ist mit vier Titeln zwischen 1966 und 1971 Mordechai Spiegler, der als der herausragende Spieler der israelischen Fußballgeschichte gilt. Mit dem Kroaten Đovani Roso, auch bekannt als Giovanni Rosso, der 1999 und 2002 Fußballer des Jahres wurde, dem Brasilianer Gustavo Boccoli (2007) und dem Nigerianer Vincent Enyeama (2009) wurden bislang auch drei ausländische Spieler geehrt.

## Alle Preisträger
| Jahr                              | Spieler                                  | Verein                             |
| --------------------------------- | ---------------------------------------- | ---------------------------------- |
| 2020                              | Joshua Cohen (TW)                        | Maccabi Haifa                      |
| 2019                              | Dan Glazer                               | Maccabi Tel Aviv                   |
| 2018                              | Hanan Maman                              | Hapoel Beer Sheva                  |
| 2017                              | Miguel Vítor                             | Hapoel Beer Sheva                  |
| 2016                              | Elyaniv Barda                            | Hapoel Beer Sheva                  |
| 2015                              | Eran Zahavy (T)                          | Maccabi Tel Aviv                   |
| 2014                              | Eran Zahavy (T)                          | Maccabi Tel Aviv                   |
| 2013                              | Eliran Atar (T)                          | Maccabi Tel Aviv                   |
| 2012                              | Ahmad Saba'a                             | Maccabi Netanja                    |
| 2011                              | Lior Refaelov                            | Maccabi Haifa                      |
| 2010                              | Gil Vermouth                             | Hapoel Tel Aviv                    |
| 2009                              | Vincent Enyeama (TW)                     | Hapoel Tel Aviv                    |
| 2008                              | Gal Alberman                             | Beitar Jerusalem                   |
| 2007                              | Michael Zandberg                         | Beitar Jerusalem                   |
| 2006                              | Gustavo Boccoli                          | Maccabi Haifa                      |
| 2005                              | Idan Tal                                 | Maccabi Haifa                      |
| 2004                              | Nir Davidovich (TW)                      | Maccabi Haifa                      |
| 2003                              | Baruch Dego                              | Maccabi Tel Aviv                   |
| 2002                              | Đovani Roso                              | Maccabi Haifa                      |
| 2001                              | Yossi Benayoun                           | Maccabi Haifa                      |
| 2000                              | Shavit Elimeleh (TW)                     | Hapoel Tel Aviv                    |
| 1999                              | Đovani Roso                              | Hapoel Haifa                       |
| 1998                              | Yossi Abuksis                            | Beitar Jerusalem                   |
| 1997                              | Eli Ohana                                | Beitar Jerusalem                   |
| 1996                              | Haim Revivo (T)                          | Maccabi Haifa                      |
| 1995                              | Haim Revivo (T)                          | Maccabi Haifa                      |
| 1994                              | Eyal Berkovich                           | Maccabi Haifa                      |
| 1993                              | Ronen Harazi                             | Beitar Jerusalem                   |
| 1992                              | Avi Cohen II                             | Maccabi Tel Aviv                   |
| 1991                              | Nir Levin (T) Tal Banin                  | Hapoel Petach Tikwa Maccabi Haifa  |
| 1990                              | Moshe Sinai                              | Bnei-Yehuda Tel Aviv               |
| 1989                              | Nir Klinger                              | Maccabi Haifa                      |
| 1988                              | Eli Cohen                                | Hapoel Tel Aviv                    |
| 1987                              | Uri Malmilian                            | Beitar Jerusalem                   |
| 1986                              | Avi Ran (TW)                             | Maccabi Haifa                      |
| 1985                              | Moshe Selecter                           | Maccabi Haifa                      |
| 1984                              | Eli Ohana                                | Beitar Jerusalem                   |
| 1983                              | Oded Mahnes (T)                          | Maccabi Netanja                    |
| 1982                              | Oded Mahnes (T)                          | Maccabi Netanja                    |
| 1981                              | Moshe Sinai                              | Hapoel Tel Aviv                    |
| 1980                              | Yitzchak Vissoker (TW)                   | Maccabi Netanja                    |
| 1979                              | Avi Cohen I                              | Maccabi Tel Aviv                   |
| 1978                              | Oded Mahnes                              | Maccabi Netanja                    |
| 1977                              | Shraga Topolansky                        | Maccabi Netanja                    |
| 1976                              | Uri Malmilian                            | Beitar Jerusalem                   |
| 1975                              | Uri Binyamin                             | Hapoel Be’er Scheva                |
| 1974                              | –                                        |                                    |
| 1973                              | –                                        |                                    |
| 1972                              | –                                        |                                    |
| 1971                              | Mordechai Spiegler                       | Maccabi Netanja                    |
| 1970                              | Mordechai Spiegler                       | Maccabi Netanja                    |
| 1969                              | Mordechai Spiegler (T)                   | Maccabi Netanja                    |
| 1968                              | –                                        |                                    |
| 1967                              | –                                        |                                    |
| 1966                              | Schmuel Rosenthal Mordechai Spiegler (T) | Hapoel Petah Tikva Maccabi Netanja |
| 1965                              | Zvi Heyman                               | Hapoel Ramat-Gan                   |
| T = Torschützenkönig TW = Torwart |                                          |                                    |